# Wasserfalle
Die Wasserfalle (Aldrovanda vesiculosa), auch Wasserhade oder Blasige Aldrovandie, ist eine fleischfressende Pflanze aus der Familie der Sonnentaugewächse (Droseraceae). Sie ist die einzige rezente Art der monotypischen Gattung Aldrovanda, es sind jedoch zahlreiche fossile Arten bekannt.
Die Wasserfalle ist eine frei flutende Wasserpflanze, ihre Beute fängt sie mit einer Klappfalle, ähnlich jener der Venusfliegenfalle, mit der die Wasserfalle eng verwandt ist.
Die Art ist von Europa über Asien und Afrika bis nach Australien heimisch, war jedoch immer schon sehr selten. Da sie auf ausgesprochen nährstoffarme Gewässer angewiesen ist, die heute durch Landwirtschaft meist überdüngt werden, starb sie im 20. Jahrhundert in weiten Teilen ihres Verbreitungsgebietes aus, darunter auch in Deutschland und Österreich. Weltweit sind nur noch 50 natürliche Standorte bekannt, die Mehrheit in Polen, der Ukraine und Belarus.

## Beschreibung

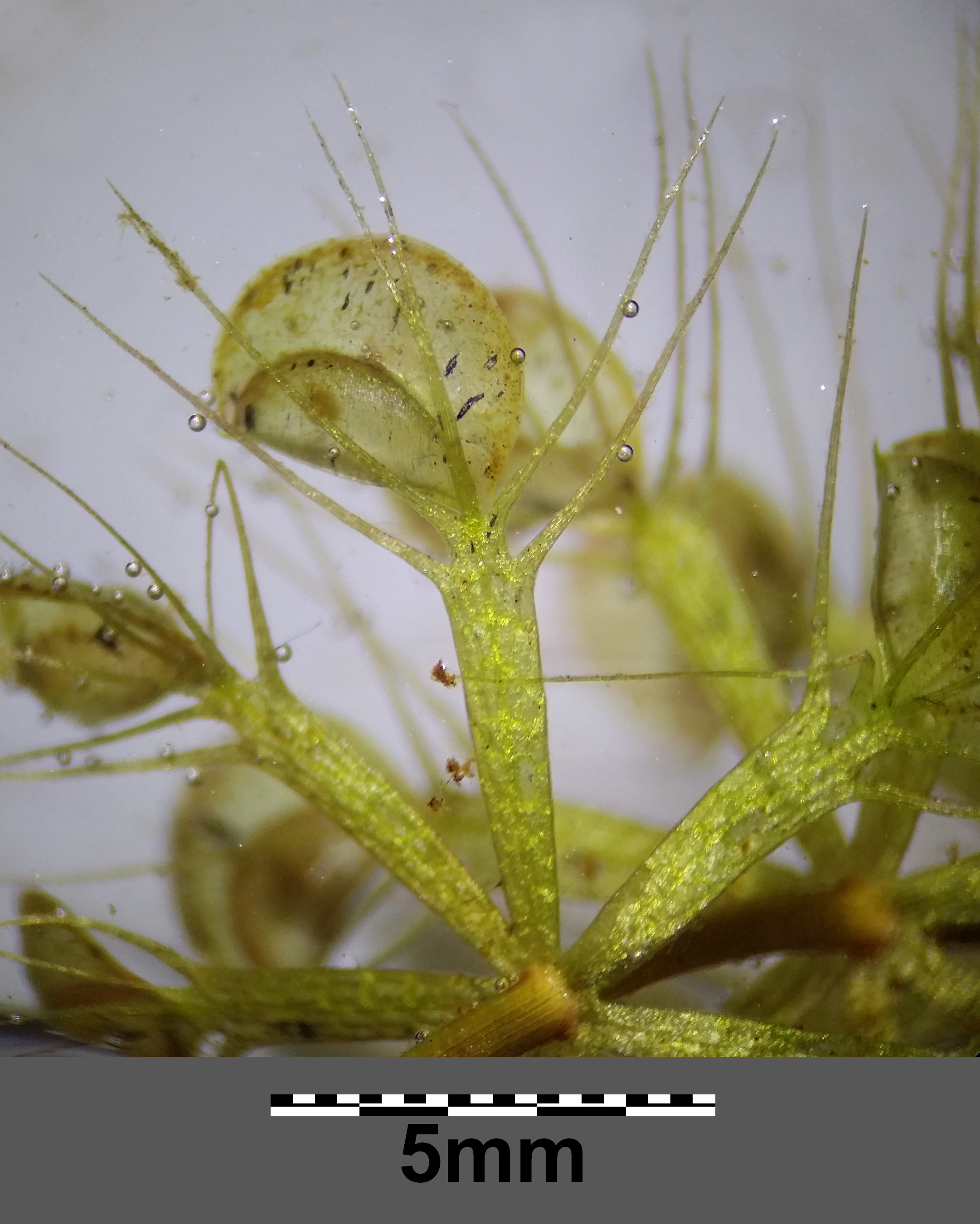
Fallen der Wasserfalle

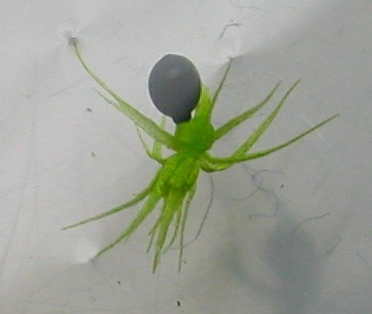
Keimender Samen der Wasserfalle

Die Wasserfalle ist eine ausdauernde, krautige Süßwasserpflanze. Sie ist wurzellos, nur der Keimling besitzt eine rudimentäre Wurzel, die aber früh abstirbt. Die Pflanze wächst an der einen Seite und stirbt am anderen Ende ab; unter guten Bedingungen werden so ein bis zwei Wirtel pro Tag gebildet.

### Habitus
Die Pflanze wird etwa 10 bis 30 cm lang. Entlang der Sprossachse stehen in kurzen Abständen in wirtelförmiger Anordnung fünf bis neun 2 bis 3 mm lange Fangblätter an einem Blattstiel, den allerdings Diels als einen „verlängerten Blattgrund“ charakterisiert. Der Blattgrund enthält mehrere luftgefüllte Hohlräume, die für den größten Teil des Auftriebs der Pflanze sorgen. 

### Fallen
Mit ihren Fangblättern, einer Klappfalle ähnlich einer kleineren Ausgabe der Venusfliegenfalle, fängt die Wasserfalle kleine Tiere, vorzugsweise Wasserflöhe, aber auch beispielsweise junge Mückenlarven. Am Rand der Fallen stehen vier bis sechs auffällig steife Borsten; auch im Inneren ist die Falle fein behaart mit sensiblen Härchen. Dabei handelt es sich um Fühlhärchen, die das Schließen der beiden Hälften der Blattspreite in maximal 1/50 Sekunde veranlassen, wobei der Fang nur bei warmen Wassertemperaturen möglich ist (ab etwa 20 °C). Hat die Falle eine Beute gefangen, so wird diese mit Hilfe von Verdauungssäften zersetzt.

### Blüte und Frucht
Die kleine, weiße Blüte der Wasserfalle erhebt sich an kurzen Stielen über die Wasseroberfläche; sie bleibt nur wenige Stunden geöffnet. Die nachfolgende Bildung der Samenkapsel hingegen erfolgt wieder unter Wasser. Die Samen keimen kryptokotylar, das heißt, die Keimblätter verbleiben innerhalb des Samenkorns und nehmen dessen Reserven, das so genannte Endosperm, auf. 

### Chromosomenzahl
Die Chromosomenzahl beträgt 2n = 48.

## Verbreitung
Die Wasserfalle ist zwar von Europa über Asien und Afrika bis nach Australien heimisch, ihr Verbreitungsschwerpunkt liegt jedoch in Osteuropa, im Areal zwischen Ostpolen, Russland, Belarus und der Ukraine. Historisch sind 379 Standorte der Art bekannt, davon rund 300 in Europa, 32 in Afrika, 27 in Asien und 6 in Australien (daneben rund 20 künstliche Vorkommen in den USA). 2018 konnten davon nur noch rund 50 existierende natürliche Vorkommen bestätigt werden, davon 38 in Europa, überwiegend in der Ukraine und Ostpolen.
In Europa reichte ihr ursprüngliches Verbreitungsgebiet vom Baltikum bis nach Südfrankreich und Italien, über Griechenland, den Balkan und Osteuropa bis ins nordwestliche Russland und den Kaukasus. In West- und Mitteleuropa sind im Laufe des 20. und frühen 21. Jahrhunderts alle natürlichen Populationen ausgestorben. In Asien reichte ihr Verbreitungsgebiet von Kasachstan und Usbekistan bis in den äußersten Osten Russlands, nach China, Japan über die Koreanische Halbinsel bis nach Indien und Bangladesch. In allen Ländern bis auf Russland und China ist sie jedoch inzwischen entweder ausgestorben oder konnte seit Jahrzehnten nicht mehr beobachtet werden. In Afrika fand sie sich zerstreut über weite Teile des subsaharischen Afrikas einschließlich Madagaskars. Funde wurden aus 14 Ländern berichtet, von diesen konnten 2018 nur noch zwei bestätigt werden. Die Aussagekraft der Daten zu Afrika ist aber begrenzt, da nur wenige Untersuchungen vorliegen.
In all ihren Arealen ist sie selten, Vorkommen können teils hunderte oder tausende Kilometer auseinanderliegen. Ihre Ausbreitung erfolgt über Epichorie, sie haftet am Gefieder von Wasservögeln, die sie in andere Gewässer verschleppen.

### Die Wasserfalle im deutschsprachigen Raum

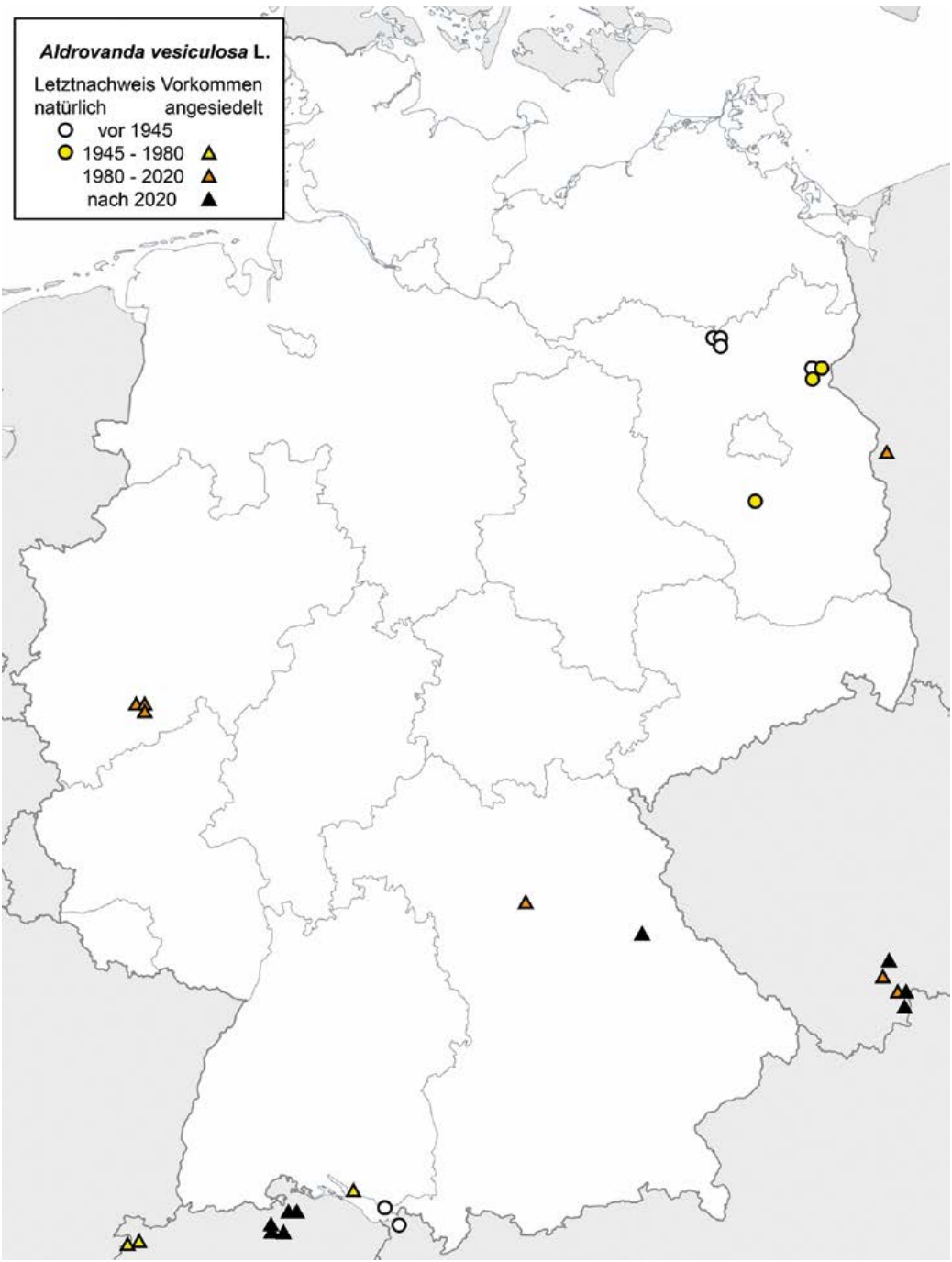
Vorkommen von Aldrovanda vesiculosa in Deutschland und angrenzenden Ländern (Fleischmann 2021)

In Deutschland wurden im Lauf des 19. und frühen 20. Jahrhunderts elf Standorte in vier Regionen aufgezeichnet, drei in Brandenburg und eine in Bayern. Die Brandenburger Bestände, Westrand des osteuropäischen Verbreitungsschwerpunkts, lagen im Rheinsberger Seengebiet um Zeutensee, Großen und Kleinen Törnsee und Nehmitzsee, in der Uckermark rund um Parstein, Chorin und Brodowin sowie im Heegesee bei Sperenberg. Viele dieser Standorte erloschen bereits um die Jahrhundertwende vom 19. zum 20. Jahrhundert, weitere in den 1930er Jahren. Die letzten Standorte Parsteiner See, Großer Plagesee und Heegesee erloschen spätestens 1980 aufgrund massiver Eutrophierung durch die Agrarwirtschaft ebenfalls. Trotz intensiver Suchen konnte die Wasserfalle seither in Brandenburg nicht mehr gefunden werden, sie ist heute als verschollen bzw. ausgestorben anzusehen.
In Bayern wurde die einzig bekannte natürliche Population 1879 im Bichelweiher zwischen Enzisweiler und Reutenen nah des Bodensees entdeckt. Um 1926 erlosch der Bestand, Wiederansiedelungsversuche scheiterten 1967, da der Bichelweiher durch angrenzende Landwirtschaft eutrophiert war und bis heute ist.
Ein bayrischer Bestand war bereits 1847 vermutet worden, als ein Vorkommen in Österreich bei Fußach am gegenüberliegenden Ufer des Bodensees dokumentiert worden war. Der dortige Bestand erlosch 1880, 1890 wurde auch der Fundort im Zuge eines Hochwassers zerstört. Seit Anfang des 20. Jahrhunderts ist die Wasserfalle in Österreich ausgestorben.
Für die Schweiz gibt es keine Aufzeichnungen natürlicher Vorkommen, die Wasserfalle gilt hier als nicht einheimisch. 1908 entnahm jedoch der Schweizer Botaniker Gerold Stahel Pflanzen aus dem bayrischen Bichelweiher und setzte sie im Mettmenhaslisee und einem weiteren Weiher bei Herisau aus. Während sie in letzterem wieder verschwanden, etablierte sich der Bestand im Mettmenhaslisee. Ab 1977 wurden von dort aus im Zuge naturschützerischer Maßnahmen weitere Seen im Kanton Zürich besetzt, erfolgreich im Mädestlenweiher, im Katzensee und in zwei Teichen im Weinland. Die Bestände sind streng geschützt, insbesondere weil sie auf die in Deutschland selbst erloschenen Bestände aus dem Bichelweiher zurückgeführt werden.

### Ansalbungen

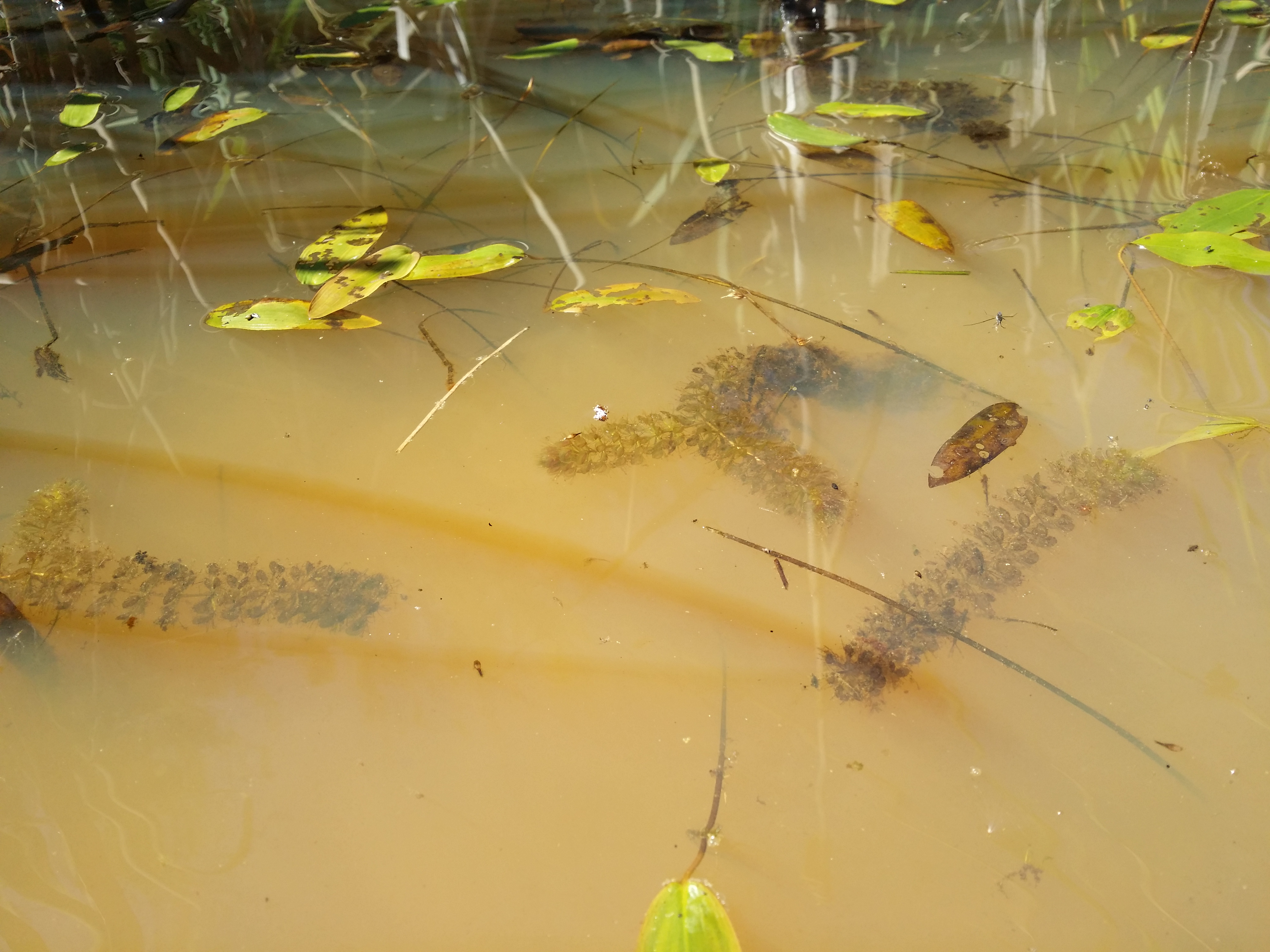
Wasserfalle, angesalbter Bestand zwecks Erhaltungskultur in Tschechien nahe Suchdol nad Lužnicí. Die Rotfärbung ist ein charakteristisches Merkmal der tropisch-subtropischen Wuchsform, die in Europa nur in Ungarn vorkommt, wo das Ausgangsmaterial der Ansalbung herstammt.

Als Ansalbung bezeichnet man das Ausbringen von Pflanzen in die freie Natur mit dem Vorsatz, sie zu einem dauerhaften Bestandteil der dortigen Flora zu machen. Ansalbungen können zu Florenverfälschungen führen und dürfen daher nur mit behördlicher Genehmigung vorgenommen werden. Solche offiziellen Wiederansiedlungen wurden in Europa neben der Schweiz mittels ostpolnischen bzw. ungarischen Materials in Westpolen und Tschechien durchgeführt, insbesondere in Tschechien mit Erfolg, dort etablierten sich vier stabile Populationen. Auch in Japan wurde die Art nach dem Aussterben der letzten Bestände anhand zuvor entnommenen Materials an zwei Standorten neu angesiedelt.
Dessen ungeachtet kommen auch ungenehmigte Ansalbungen der Wasserfalle regelmäßig vor, aufgrund ihrer speziellen Lebensansprüche üblicherweise in Naturschutzgebieten, die dadurch gestört werden können. In Deutschland kam es zu solchen Ansalbungen in Nordrhein-Westfalen im NSG Wahner Heide und im NSG Stallberger Teichkette sowie in Bayern im NSG Tennenloher Forst und im NSG Charlottenhofer Weihergebiet. Diese Ansalbungen erloschen allerdings nach wenigen Jahren wieder. Ungenehmigte Ansalbungen wurden seit den 1980er Jahren auch in den USA vorgenommen, wo die Wasserfalle ein Neophyt ist. Hier kommt sie heute in großen Mengen und stabilen Populationen an mehreren Standorten vor allem in Virginia, aber auch in New York und New Jersey vor.

## Ökologie

### Habitat
Die Wasserfalle bedarf äußerst sauberer, seichter, heller und warmer stehender Gewässer, die zugleich nährstoffarm und schwach sauer (pH-Wert um 6) sind. Sie ist zwischen Binsen oder Schilf, aber auch Reis frei schwimmend zu finden. Mit zunehmender Verdichtung des Bewuchses ihres Areals geht die Wasserfalle dann wieder zurück und taucht an anderen Stellen wieder auf. Sie reagiert empfindlich auf den Befall durch Algen.
Die Wasserfalle gedeiht in Gesellschaften des Verbands Hydrocharition.

### Vermehrung
Die Wasserfalle blüht – zumindest in temperierten Bedingungen – eher selten.
Sie vermehrt sich meist vegetativ. Dazu verzweigt sich die Pflanze während ihrer Wachstumsphase stark. Durch das nachfolgende Absterben des Hauptsprosses entstehen voneinander unabhängige Individuen. Da die Pflanze starkwüchsig ist, können so schnell zahlreiche, genetisch identische Individuen entstehen.
Eine zweite Methode vegetativer Vermehrung winterharter Formen, ist die durch so genannte Turionen im Rahmen einer Überwinterungsstrategie der Pflanze. Dabei lösen sich zum Ende der Wachstumsperiode Blattwirtel von der Sprossspitze und sinken wegen ihres Gewichts und dem Verlust des Auftriebs nach dem Ausstoß von Gasen auf den Grund des Gewässers. Turionen sind frosthart bis zu −15 °C. Im Frühjahr steigen die Turionen dann wieder auf und beginnen erneut mit dem Wachstum.

## Systematik und Taxonomie
Erstmal erwähnt wurde die Wasserfalle 1699 von Leonard Plukenet in Indien, der sie Lenticula palustris Indica nannte. Ihren heutigen wissenschaftlichen Namen erhielt sie 1747 durch Giuseppe Monti, der italienische Exemplare beschrieb und zu Ehren des italienischen Gelehrten Ulisse Aldrovandi Aldrovandia vesiculosa nannte. Bei der Übernahme des Namens durch Carl von Linné im Jahre 1753 ging allerdings das erste „i“ des Namens verloren. Ihr erster Nachweis in Deutschland erfolgte 1846 in einem Teich in Pleß (Pszczyna) in Oberschlesien durch Emanuel Friedrich Hausleutner.
Charles Darwin führte noch eine Unterscheidung der tropischen und subtropischen Formen der Wasserfalle von der temperierten Form unter den Bezeichnungen Aldrovanda vesiculosa var. australis bzw. Aldrovanda vesiculosa var. verticillata an. Von dieser Systematik ist man abgekommen; heutzutage werden trotz unterschiedlicher Wuchsformen alle Wasserfallen als ein Taxon geführt.
Die nächstverwandte Art der Wasserfalle ist die morphologisch ähnliche Venusfliegenfalle.

## Paläobotanik
Der Ursprung der Gattung lässt sich bis in den Paläozän vor rund 60 Millionen Jahren zurückdatieren. Anhand vor allem fossiler Samen- und Pollenfunde sind neunzehn fossile Arten beschrieben worden, sie dokumentieren, wie Vertreter der Gattung im Zuge klimatischer Veränderungen immer wieder ausstarben und neue Arten entstanden. Dabei war die Gattung zugleich außergewöhnlich weit verbreitet, Nachweise existieren von allen Kontinenten außer Südamerika und der Antarktis sowie aus allen nicht-polaren Klimatypen. Noch im Pleistozän lassen sich sechs Arten der Gattung nachweisen, von denen jedoch nur A. vesiculosa bis in die Gegenwart überlebte.
Da auf Grund der geringen Masse der Pflanzen stets nur Samen oder Pollen fossil erhalten sind, lässt sich kaum eine Aussage über die frühere Gestalt der Pflanzen treffen. Umso bedeutender war der bisher einzigartige Fund eines fossilen Blattes einer ca. 6 Millionen Jahre alten Aldrovanda inopinata aus dem Miozän. Dieser Fund wurde 1963 in Wackersdorf gemacht. Das Blatt ist dem der heutigen Art sehr ähnlich; ein wichtiger Unterschied liegt jedoch im Fehlen der sensiblen Härchen im Zentrum der Blattspreite.
Mitte der 1980er Jahre im heutigen Tschechien gefundene Samenfragmente vom Ende der Kreidezeit wurden zeitweise als der älteste bekannte Vorgänger der Gattung gedeutet und als Palaeoaldrovanda splendens beschrieben. Spätere Untersuchungen zeigten jedoch, dass der Fund fehlgedeutet wurde.

## Gefährdung und Status
Der weltweit zu beobachtende Rückgang der Wasserfalle ist menschengemacht und vor allem auf zivilisationsbedingte Eutrophierung (Erhöhung der Nährstoffzufuhr) ihrer Gewässer zurückzuführen.
In Australien und allen europäischen Ländern, in denen sie noch existiert, ist die Art streng geschützt.

## Verwendung
Wie alle fleischfressenden Pflanzen ist auch die Wasserfalle Gegenstand des Interesses von Sammlern. In den 1990er Jahren wurde die Art verstärkt in Sammlungen aufgenommen, nachdem australische Typen importiert wurden, deren tropische bzw. subtropische Wuchsform ein Durchkultivieren unter gleichmäßigen Bedingungen ohne Winterruhe ermöglichte. Ihre Kultur gilt wegen der aquatischen Haltung und ihrer speziellen Ansprüche als schwierig.
Eine stilisierte Wasserfalle ist das Symbol der deutschen Gesellschaft für Fleischfressende Pflanzen.